# Теория ожидаемой полезности
В экономической науке, теории игр, теории принятия решений теория ожидаемой полезности — альтернатива математическому ожиданию, формула, которая может использоваться рациональным игроком при принятии решений.

## Смысл гипотезы
Рациональный игрок при выборе решения пытается максимизировать некоторую величину (благо); кажется естественным в качестве такой величины использовать математическое ожидание блага, появляющегося в результате избранного решения. Однако опыт показывает, что в реальной жизни многие участники лотерей выбирают решение с меньшим математическим ожиданием, но и с меньшим риском. Например, поставленные перед выбором получить тысячу рублей с вероятностью 0,2 % (математическое ожидание — 2 рубля) или получить один рубль с вероятностью 100 % (математическое ожидание — 1 рубль), многие люди предпочтут гарантированную выплату, несмотря на её меньшее математическое ожидание. Для описания такого поведения и была придумана формула ожидаемой полезности.

## История
В 1947 году вышло второе издание книги Джона фон Неймана и Оскара Моргенштерна «Теория игр и экономическое поведение», где впервые была изложена теория ожидаемой полезности. Новая теория возникла как дополнение к теории игр. В вводной главе книги, рассказывающей о применении теории игр в экономике, авторы кратко излагают основные положения экономической теории и предлагают новый метод для оценки полезности благ — именно здесь и была изложена аксиоматика теории ожидаемой полезности.
В 1948 году математик Леонард Сэвидж и экономист Милтон Фридмен разработали теорию отношения к риску. Они поделили людей на два типа: склонных к риску (любителей лотерей, азартных игр, рискованных инвестиций) и испытывающих неприятие к риску. Для склонных к риску возможность сыграть честную в лотерею оценивается выше, чем её достоверный эквивалент. Те же, кто испытывает неприятие к риску, наоборот ниже оценивают возможность сыграть в лотерею.

## Аксиоматика теории ожидаемой полезности
Поведение рационального игрока в теории ожидаемой полезности основывается на четырёх аксиомах:
1. Аксиома полноты. Для любых исходов {\displaystyle A}, {\displaystyle B} должно выполняться соотношение {\displaystyle A>B}, {\displaystyle B>A} или {\displaystyle A=B}. То есть, при выборе между А и B игрок должен или предпочитать вариант А, или предпочитать вариант B, или ему должно быть всё равно.
2. Аксиома транзитивности. Если {\displaystyle A>B} и {\displaystyle B>C}, то {\displaystyle A>C}. То есть, если игроку A кажется лучше, чем B, а B — лучше, чем C, то для него A будет лучше, чем C.
3. Аксиома независимости. Предположим, что {\displaystyle A>B} и вероятность {\displaystyle p\in (0;1]}, тогда для любого C {\displaystyle pA+(1-p)C>pB+(1-p)C}. То есть, если для игрока A лучше, чем B, то он предпочтёт замену B на А (с той же вероятностью p), независимо от третьей альтернативы C. Из четырёх аксиом эта — наиболее спорная.
4. Аксиома непрерывности. Предположим, что {\displaystyle A>B>C}, тогда {\displaystyle B} можно представить в виде {\displaystyle pA+(1-p)C}, где {\displaystyle p\in (0;1]}. То есть, если игроку вариант A нравится больше, чем B, а B — больше, чем C, то существует такая вероятность p, что игроку будет всё равно, получит ли он B гарантированно или положится на случай, который предоставит ему либо более полезный, чем B, вариант A с негарантированной вероятностью p, либо менее полезный C. В применении к примеру из начала этой статьи, при некоторой вероятности p игроку будет всё равно, получить ли ему гарантированную выплату суммы B (1 рубль) или сыграть в лотерею, в которой он может выиграть А (1000 рублей) с вероятностью p, но может и ничего не выиграть (C = 0 рублей).

## Выводы из теории ожидаемой полезности
В предположении, что аксиомы выполняются, а благо аддитивное, предпочтения рационального игрока будут определяться сравнительно простой формулой.
Функционал риска является линейным, таким образом полезность фон Неймана — Моргенштерна для {\displaystyle n} благ можно представить в виде {\displaystyle U=\sum _{i=1}^{n}p_{i}U(x_{i})}, где {\displaystyle \sum _{i=1}^{n}p_{i}=1}
Здесь {\displaystyle x_{i}} — это i-й результат, а {\displaystyle U(x_{i})} — его полезность.